# Peter-und-Paul-Kirche (Altenmünster)

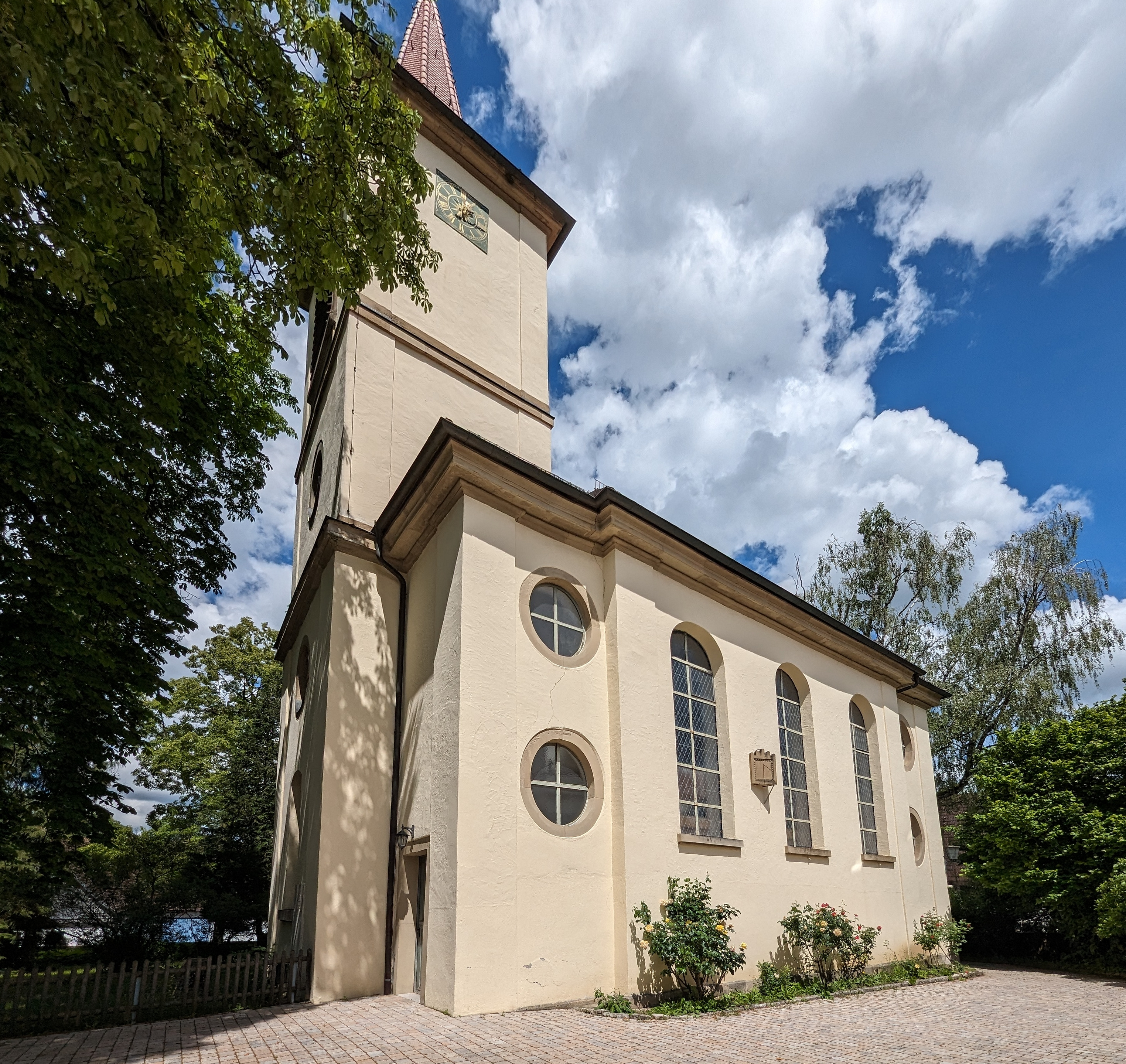
Seitenansicht der Peter-und-Paul-Kirchen in Crailsheim-Altenmünster

Die evangelische Peter-und-Paul-Kirche steht im Crailsheimer Stadtteil Altenmünster im Landkreis Schwäbisch Hall in Baden-Württemberg. Sie steht unter dem Patrozinium der Apostel Petrus und Paulus. Beim Landesamt für Denkmalpflege Baden-Württemberg ist sie als Baudenkmal eingetragen. Die Kirchengemeinde gehört zum Kirchenbezirk Crailsheim-Blaufelden in der Evangelischen Landeskirche in Württemberg.

## Beschreibung

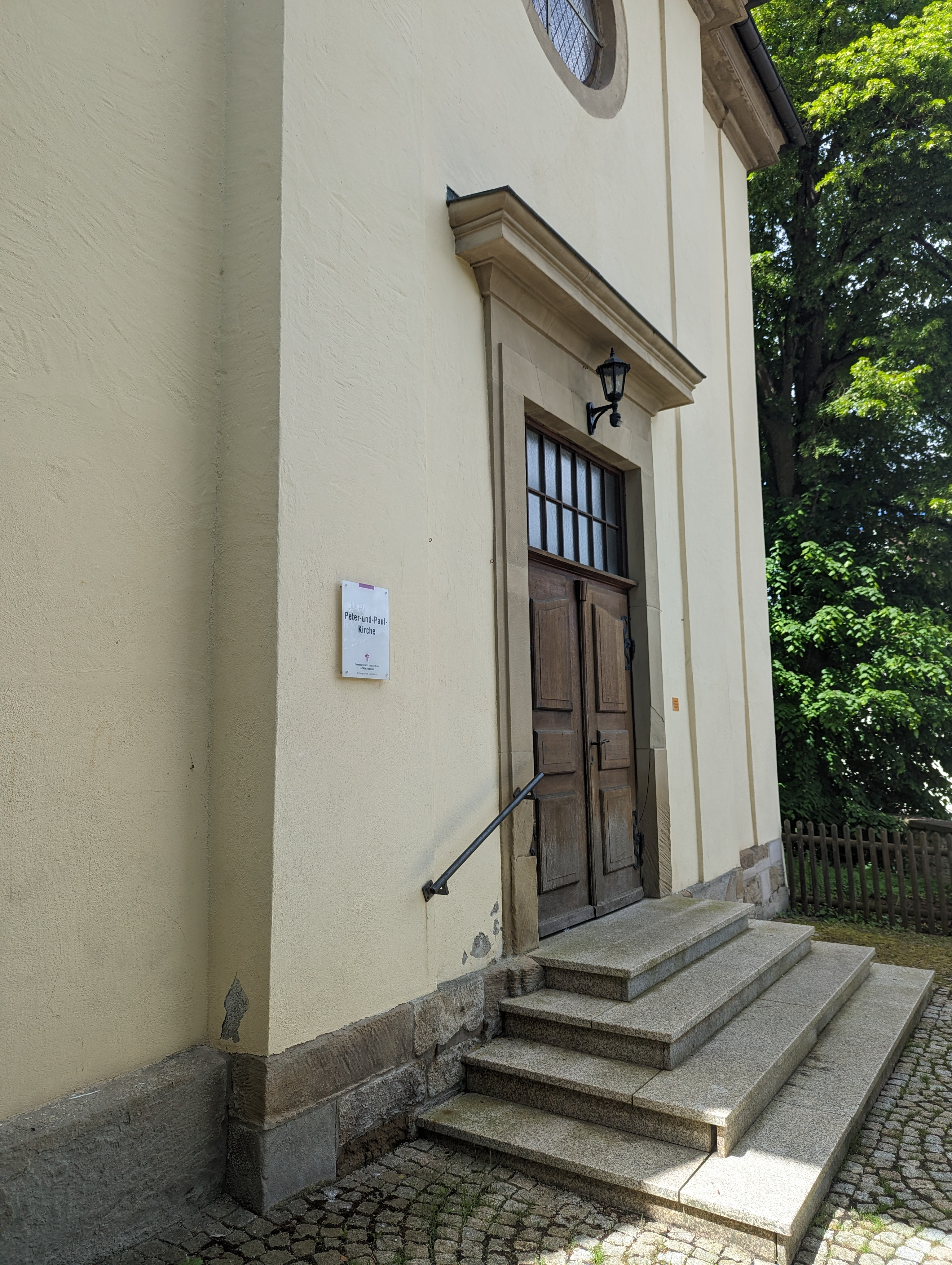
Hölzernes Portal

Die Kirche wurde in den Jahren 1730 und 1731 im Markgrafenstil mit Kanzelwand erbaut. Sie besteht aus einem Rechtecksaal mit umlaufender Empore und Walmdach. Das hölzerne Portal befindet sich zentral an der Ostfassade, zu dem vier Stufen hinauf führen. An der Westfassade ist ein Turm mit Knickhelmdach eingesetzt.

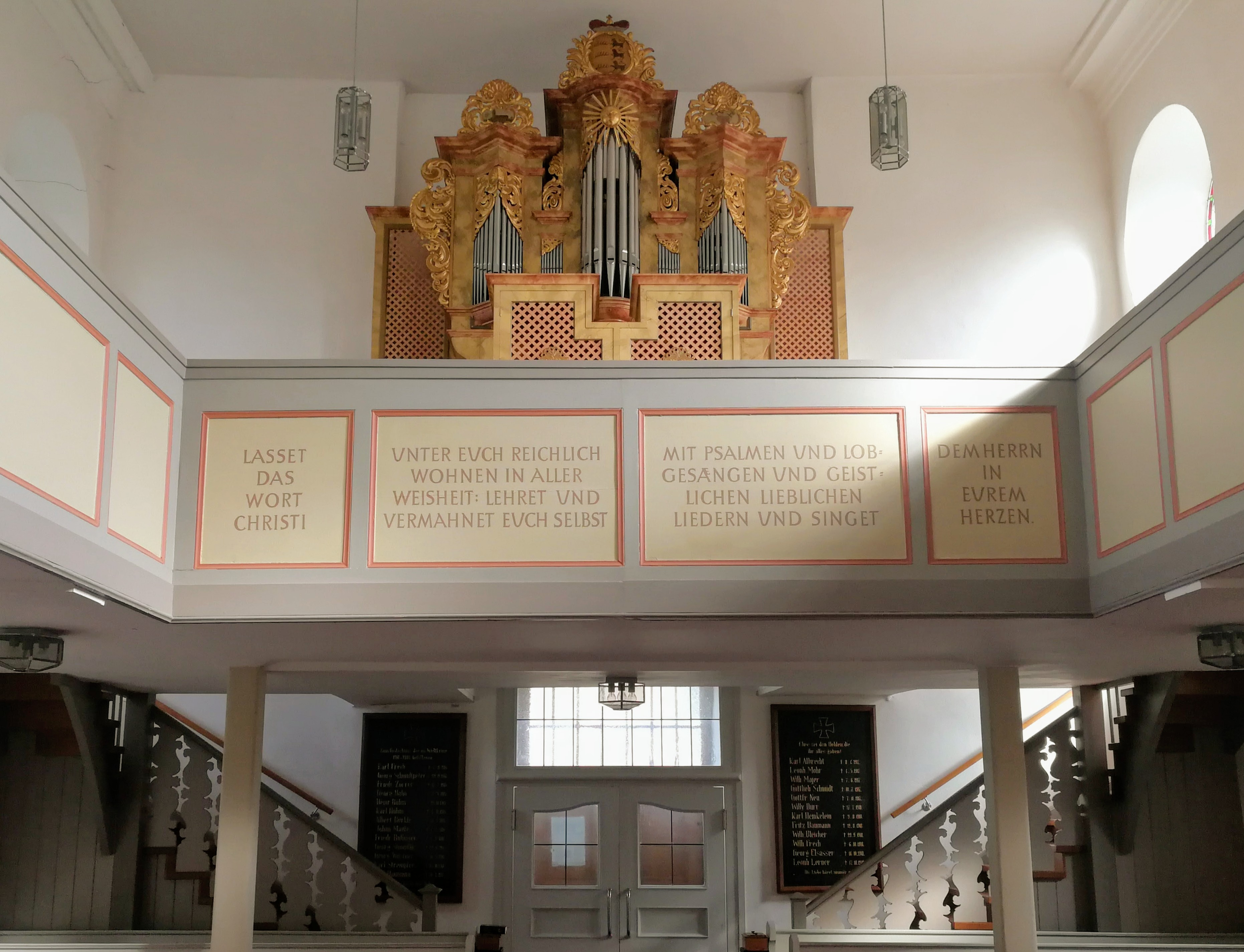
Innenansicht der Peter-und-Paul-Kirche mit beschrifteter Empore

Die hintere Emporenbrüstung trägt in ihren vier Kassetten folgendes Zitat:

„Lasset das Wort Christi unter euch reichlich wohnen in aller Weisheit: Lehret und vermahnet euch selbst mit Psalmen und Lobgesängen und geistlichen lieblichen Liedern und singet dem Herrn in eurem Herzen.“

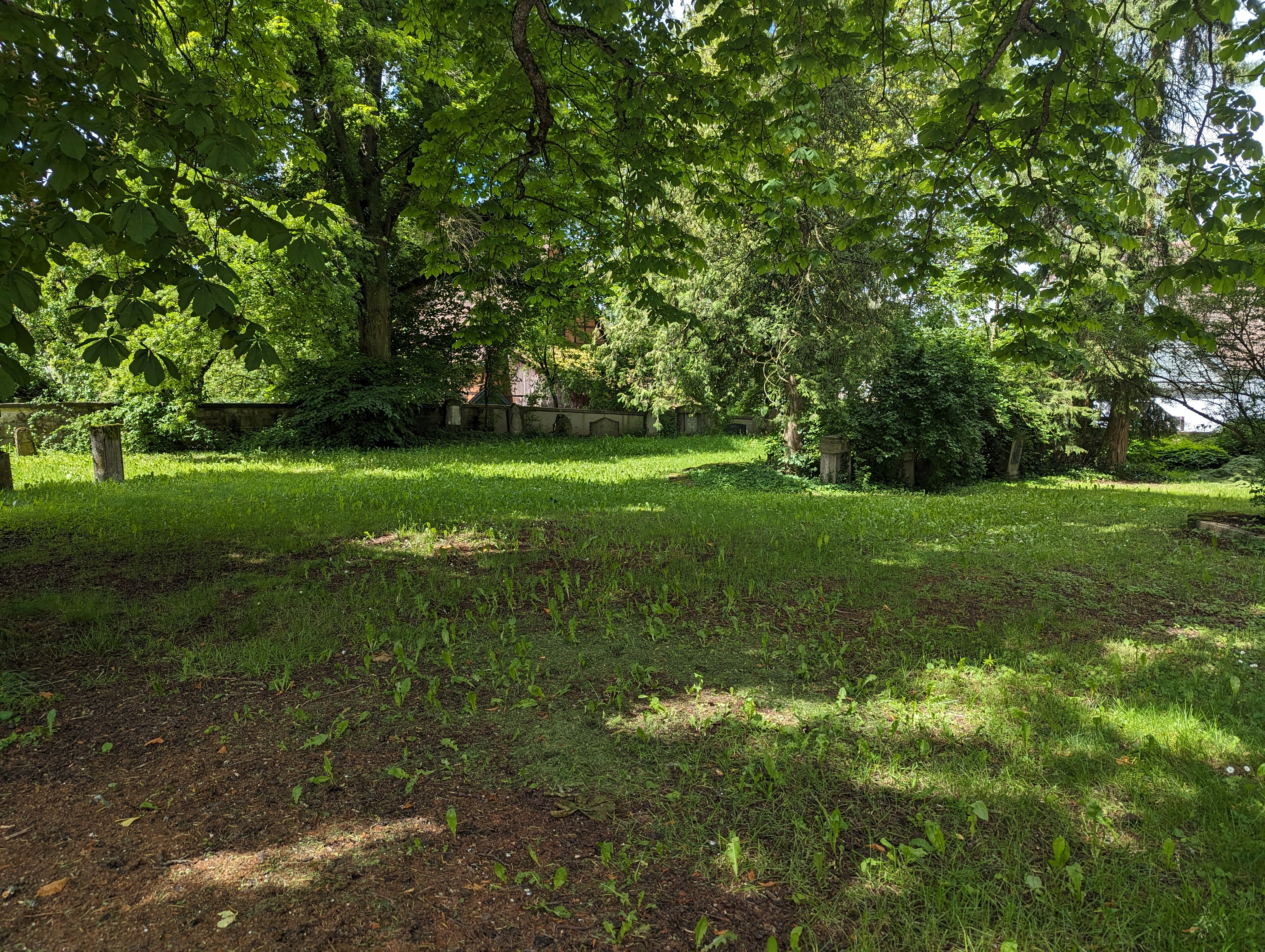
Friedhof hinter der Kirche

Die Peter-und-Paul-Kirche befindet sich auf einer ummauerten, etwa eineinhalb Meter über dem Straßenniveau der Kreisstraße 2642 liegenden Terrasse und ist von einem historischen Friedhof umgeben. Südlich der Kirche befindet sich das 1767 errichtete Pfarrhaus.
Historisch überliefert sind regelmäßige Wallfahrten nach Altenmünster. Die Kirche liegt heute am fränkisch-schwäbischen Jakobspilgerweg, der von Würzburg über Rothenburg ob der Tauber und den Hohenberg nach Ulm führt.

## Geschichte
Der Ortsname Altenmünster weist auf ehemaligen Klosterbesitz oder gar eine Klosterzelle hin und ist erstmals 1270 unter dem Namen Munster urkundlich erwähnt. Die inselartige Lage der Pfarrei Altenmünster deutet einerseits auf eine frühe Gründung hin. Andererseits lässt sich daraus schließen, dass diese Rolle bereits um das Jahr 1000 von der Pfarrei Crailsheim übernommen wurde.

### Frühe Geschichte
Die Peter-und-Paul-Kirche ist nachweislich der vierte Kirchenbau an diesem Ort. Sie ersetzte einen spätgotischen Vorgängerbau mit Hochaltar von 1444 mit den Hauptfiguren Peter und Paul, die eine Stiftung des Marktgrafen von Ansbach waren. Dieser Vorgängerbau musste aufgrund seines schlechten Bauzustandes 1730 abgebrochen werden. Von ihm ist lediglich eine Glocke verblieben, die in der heutigen Kirche weiterhin Verwendung findet.
1752 wurde eine Orgel eingebaut (siehe unten). Der Bau eines Pfarrhauses direkt neben der Kirche erfolgte 1767.

### Nach der Eingemeindung Altenmünsters
Durch die Eingemeindung Altenmünsters nach Crailsheim am 1. April 1940 entwickelte sich der Ortsteil mehr und mehr vom Bauernweiler zum Industriestandort und die Kirche wurde zunehmend zu klein.
Mit dem Bau der Friedenskirche im Jahre 1973 verlor die Peter-und-Paul-Kirche ihre Bedeutung als Gemeindezentrum und verfiel in einen Dornröschenschlaf. Die Orgel wurde abgebaut und ebendahin verbracht. Erst durch zahlreiche Spenden konnte die Kirche von 1993 bis 1996 umfassend renoviert werden und erhielt ihre Orgel zurück.
Die Kirche wird heute überwiegend genutzt für Trauungen, für das wöchentliche Abendgebet, für die Gottesdienste in den Sommerferien, sowie für einzelne besondere Gottesdienste wie Christi Himmelfahrt, Buß- und Bettag, den Volkstrauertag und den Sonntag nach Weihnachten. Außerdem finden hier regelmäßig Konzerte statt.

## Orgel

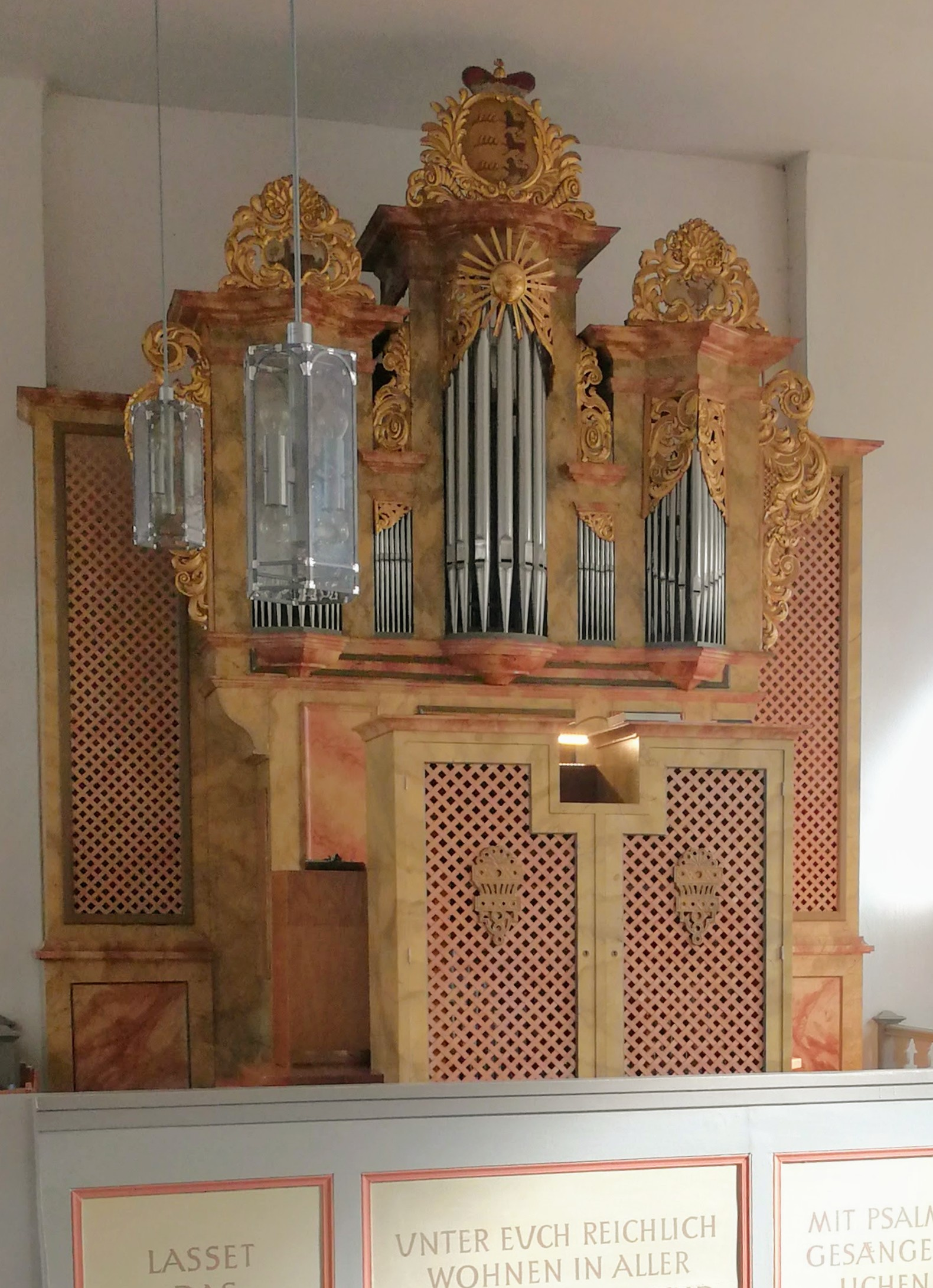
Die Orgel in ihrer heutigen Gestalt

### Allgeyer-Orgel von 1752
Die einmanualige Orgel mit Schleiflade wurde ursprünglich 1752 durch den Wasseralfinger Orgelbauer Johann Baptist Allgeyer errichtet. Sie bestand ursprünglich aus sechs Registern samt laufender Sonne.
| 01. | Gedackt   | 8′                 |
| 02. | Prinzipal | 4′                 |
| 03. | Flöte     | 4′                 |
| 04. | Oktave    | 2′                 |
| 05. | Quinte    | 2 ⁄3′ (oder 1 ⁄3′) |
| 06. | Mixtur Ⅳ  |                    |

#### Umbau im 19.Jahrhundert
Ein Umbau mit Erweiterung um ein Pedalwerk mit Kegellade und zwei weitere Register erfolgte im 19. Jahrhundert durch einen nicht genannten Orgelbauer. 1942 erfolgte durch Walter Supper eine Dispositionsaufzeichnung.
| Im Werck |            |    |
| 01.      | Gedackt    | 8′ |
| 02.      | Salizional | 8′ |
| 03.      | Prinzipal  | 4′ |
| 04.      | Flöte      | 4′ |
| 05.      | Oktav      | 2′ |
| 06.      | Mixtur Ⅱ   | 2′ |

| Pedalwerk |           |     |  |
| 07.       | Subbass   | 16′ |  |
| 08.       | Oktavbass | 08′ |  |

### Link-/Bornefeld-Orgel von 1964

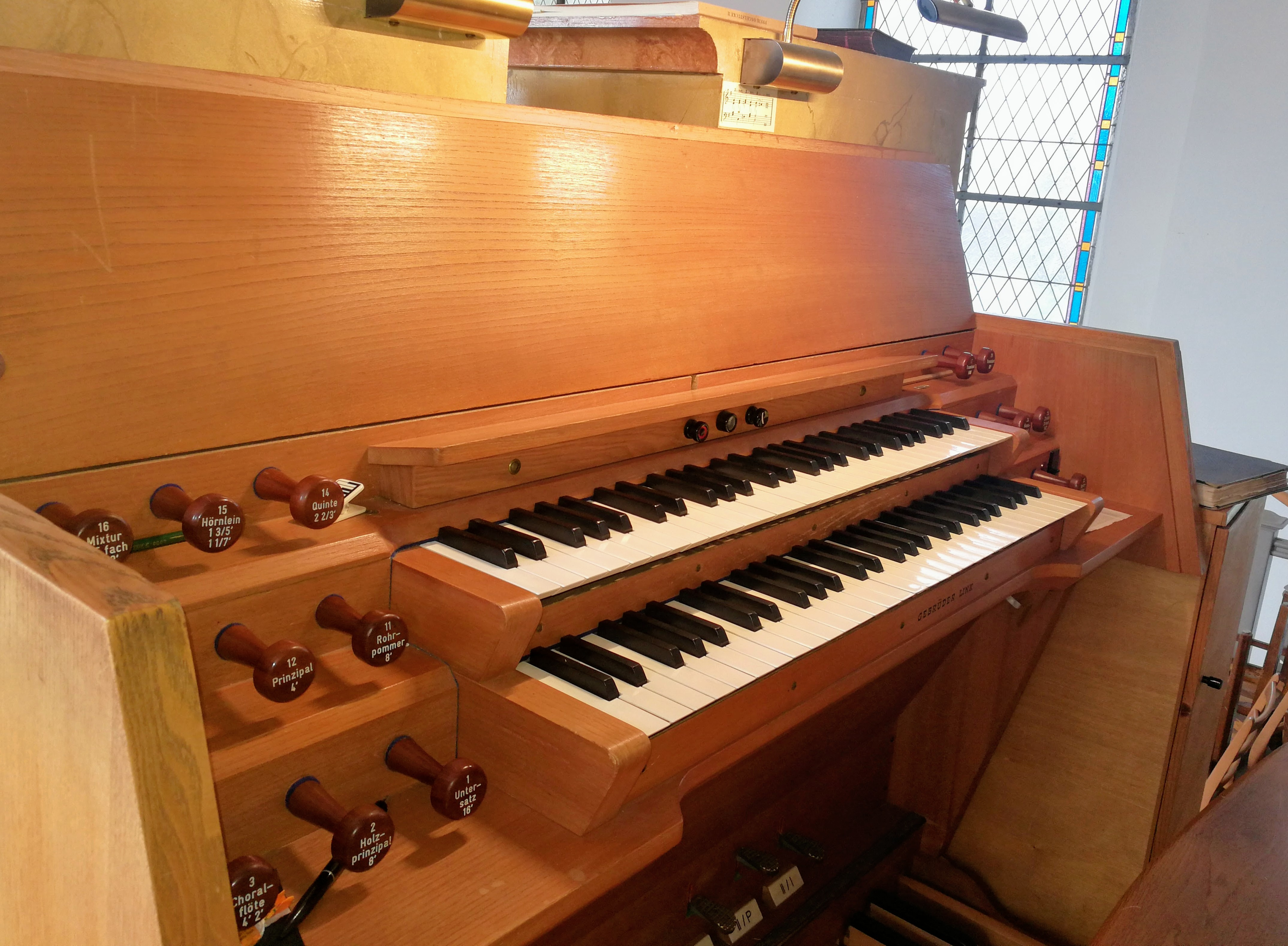
Heutiger Spieltisch

1964 erfolgte ein Neubau der Orgel mit Schiefladen und mechanischer Traktur im historischen Hauptgehäuse durch die Orgelmanufaktur Gebrüder Link aus Giengen an der Brenz nach Konzept und Disposition von Helmut Bornefeld. Die Orgel wurde auf zwei Manuale und 14 Register erweitert. Für das zweite Manual sowie das Pedal wurden neue Gehäuse entworfen. Das Positiv wurde im Spieltisch untergebracht. Ob weitere Teile der alten Orgel oder die historischen Pfeifen erhalten blieben, ist nicht überliefert.
| Ⅰ Hauptwerk C–g3 |            |                |
| 01.              | Rohrpommer | 8′             |
| 02.              | Prinzipal  | 4′             |
| 03.              | Quinte     | 2 ⁄3′          |
| 04.              | Piffaro Ⅱ  | 4′ + 2′        |
| 05.              | Hörnlein Ⅱ | 1 3⁄5′ + 1 ⁄7′ |
| 06.              | Mixtur Ⅲ–Ⅴ | 1 ⁄3′          |
|                  | Tremulant  |                |

| Ⅱ Positiv C–g3 |                       |       |
| 07.            | Gedackt               | 8′    |
| 08.            | Rohrflöte             | 4′    |
| 09.            | Italienisch Prinzipal | 2′    |
| 10.            | Gemsnasat             | 1 ⁄3′ |
| 11.            | Zimbel Ⅲ              | 1⁄2′  |
|                | Tremulant             |       |

| Pedalwerk C–f1 |               |         |
| 12.            | Untersatz     | 16′     |
| 13.            | Holzprinzipal | 08′     |
| 14.            | Choralflöte Ⅱ | 4′ + 2′ |

- Normalkoppeln: Ⅱ/Ⅰ, Ⅰ/Pedal, Ⅱ/Pedal

Diese Orgel wurde 1973 in die neu errichtete Friedenskirche überführt und dort unverändert wiederaufgebaut. Nachdem dort am 28. Mai 2000 eine neue Orgel installiert wurde, kehrte sie im selben Jahr unverändert in die Peter-und-Paul-Kirche zurück.